# Armstedt
Armstedt là một đô thị ở huyện Segeberg, bang Schleswig-Holstein, Đức. Đô thị Armstedt có diện tích 8,92 km², dân số thời điểm ngày 31 tháng 12 năm 2006 là 411 người.